# 安纳巴省
安纳巴省（阿拉伯語：ولاية عنابة）是阿尔及利亚东北部的一个省，面积排名倒数第二，是该国的主要矿物出口港。安纳巴省首府是安纳巴。
36°54′N 7°46′E / 36.9°N 7.77°E
1.安納巴旅遊攻略 （页面存档备份，存于）

2.百度:安納巴 （页面存档备份，存于）